# Bhavāni
Bhavāni är en ort i Indien.   Den ligger i distriktet Erode och delstaten Tamil Nadu, i den södra delen av landet, 1 900 km söder om huvudstaden New Delhi. Bhavāni ligger 172 meter över havet och antalet invånare är 39 744.
Terrängen runt Bhavāni är platt. Runt Bhavāni är det tätbefolkat, med 709 invånare per kvadratkilometer. Närmaste större samhälle är Erode, 12,5 km söder om Bhavāni. Runt Bhavāni är det i huvudsak tätbebyggt.